# بوزوف‌یازباش
بوزوف‌یازباش (انگلیسی: Buzovyazbash) یک شهرک در شهرستان کارماسکالینسکی استان باشقیرستان کشور روسیه است.